# Mama (Clean Bandit)
Mama è un singolo del gruppo musicale britannico Clean Bandit, pubblicato il 22 febbraio 2019 come settimo estratto dal secondo album in studio What Is Love?.
Il brano, che vede la collaborazione della cantante britannica Ellie Goulding, è stato scritto dalla stessa con Jason Evingan, Caroline Ailin, Jack Patterson e Grace Chatto, ed è stato prodotto da questi ultimi due con Mark Ralph.

## Classifiche
| Classifica (2019) | Posizione massima |
| ----------------- | ----------------- |
| Croazia           | 39                |
| Irlanda           | 97                |
| Polonia           | 10                |
| Regno Unito       | 98                |
| Romania           | 62                |